# Olešnice u Rychnova nad Kněžnou
Olešnice (deutsch Olleschnitz) ist eine Gemeinde in Tschechien. Sie befindet sich zehn Kilometer westlich von Rychnov nad Kněžnou im Vorland des Adlergebirges und gehört zum Okres Rychnov nad Kněžnou.

## Geographie
Das Reihendorf Olešnice erstreckt sich entlang des Baches Olešnický potok in einem rechten Seitental der Wilden Adler. Im Südwesten erhebt sich der Hügel Malý Chlum. Südlich verläuft die Eisenbahn von Hradec Králové nach Kostelec nad Orlicí, an der sich der Bahnhalt Čestice befindet.
Nachbarorte sind Hoděčín im Norden, Ledská und Malá Ledská im Nordosten, Hřibiny und Paseky im Osten, Častolovice im Südosten, Čestice im Süden, Lípa nad Orlicí im Südwesten sowie Rašovice im Westen.

## Geschichte
Erstmals urkundlich erwähnt wurde Olešnice im Jahre 1407.

## Gemeindegliederung
Die Gemeinde Olešnice besteht aus den Ortsteilen Hoděčín (Hodietschin) und Olešnice (Olleschnitz).

## Sehenswürdigkeiten
Das Schloss Hoděčín war ursprünglich eine Feste, deren Besitzer häufig wechselten. Von 1860 bis 1874 wurde sie von Jaroslav von Sternberg zu einem klassizistischen Schloss umgebaut. Heute ist es stark renovierungsbedürftig.